# 安德森 (1988年出生足球运动员)
安德森（1988年4月13日—），全名安德森·路易斯·迪·阿布努·奧利維拉（Anderson Luís de Abreu Oliveira），是一名已退役的巴西足球運動員，是一名左撇子，可擔任進攻中場、正中場等位置。曾效力波圖和曼聯等勁旅。他曾是巴西國家足球隊隊員。

## 生平

### 球會
安達臣於早年曾效力國內球會甘美奧，只曾上陣5場賽事。及後他於17歲以下南美足球錦標賽表現出色，更當選最有價值球員，因此獲歐洲球會賞識，短短一季後便轉投葡萄牙球會波圖。
波圖可以說是安達臣的成名之地，在他當選為17歲以下南美足球錦標賽最有價值球員後，不少人對他寄予厚望，而他亦沒有令球迷失望。安達臣以最擅長的左腳盤扭令很多守衛聞風喪膽，加上他精湛的定點球能力及天生的球賽洞悉能力，引起了很多歐洲大型球會注視，當中包括了英超球會曼聯。由於安達臣與另一位巴西球星朗拿甸奴兩人同樣出生於阿雷格里港，並且同屬甘美奧青訓球員，加上兩人的盤扭動作同樣出眾，因此被外界稱他為「新朗拿甸奴」。
曼聯於2007年5月底以1,700萬鎊的轉會費邀得安達臣加盟，與葡萄牙國腳蘭尼一同披上「紅魔鬼」球衣。2009/10年球季季初有傳安達臣不滿一直未獲重用而與領隊費格遜不和，可能在轉會窗關閉前被賣走，費格遜隨即以輪換政策澄清有關傳聞，而安達臣的態度亦告軟化。安達臣被下放到預備隊參賽，態度積極更於對時取得入球，獲預備隊教練蘇斯克查的支持。2009年9月12日安達臣重獲一隊正選，作客出戰，於完半場前射入為球隊反超前2-1，是他代表曼聯上陣76場以來的首個入球。
2015年2月3日，安達臣以自由身加盟國際體育會。

### 國家隊
2005年4月，安達臣帶領巴西17歲以下代表隊（巴西 U17）贏得了南美錦標賽冠軍，並當選了最有價值球員。接著於10月參加由秘魯主辦的世界少年足球錦標賽，獲得金球獎（Adidas Golden Ball）
安達臣入選國家隊參加2007年美洲國家盃，於2007年6月27日對墨西哥的分組賽中首次為國家隊上陣，替補上場，該場最終以0-2落敗。他於2007年7月1日對智利的比賽中獲首發，該場巴西勝3-0。安達臣期間表現平平，曾被領隊鄧加於半場時換走，其後上陣機會大減。
至2008年2月，巴西主教練鄧加自美洲國家盃後首次重召安達臣入國家隊，參與對愛爾蘭的比賽，該場巴西勝1-0。

## 榮譽

### 球會
甘美奧
- 巴西足球乙級聯賽冠軍：2005年

波圖
- 葡萄牙超級聯賽冠軍：2005-06、2006-07
- 葡萄牙盃冠軍：2005-06
- 葡萄牙超級盃冠軍：2006-07

曼聯
- 英格蘭超級聯賽冠軍 (4) ：2007-08年、2008-09年、2010-11年、2012-13年；
- 英格蘭聯賽盃冠軍：2009年；
- 英格蘭社區盾冠軍：2007年；
- 歐洲聯賽冠軍盃冠軍：2008年；
- 國際足協世界冠軍球會盃冠軍：2008年；

### 國家隊
巴西
- 美洲國家盃冠軍：2007年
- 奧運男子足球比賽：2008年 铜牌

## 外部連結
- 足球数据库：安達臣的球员统计数据
- 曼聯官網 安達臣資料 （页面存档备份，存于）